# Holidate
Holidate is een Amerikaanse romantische filmkomedie uit 2020, geregisseerd door John Whitesell. De film werd in oktober 2020 uitgebracht op Netflix en was begin november de meestbekeken film op deze zender.

## Verhaal
Sloan en Jackson zijn beiden vrijgezel en zijn het zat dat hun families zich tijdens de feestdagen telkens bemoeien met hun liefdeslevens. Om dit te vermijden, besluiten ze om tijdens te feestdagen elkaars 'holidate' te zijn.

## Rolverdeling
| Acteur            | Personage   |
| ----------------- | ----------- |
| Emma Roberts      | Sloan       |
| Luke Bracey       | Jackson     |
| Kristin Chenoweth | Tante Susan |
| Frances Fisher    | Elaine      |
| Jessica Capshaw   | Abby        |
| Andrew Bachelor   | Neil        |
| Manish Dayal      | Faarooq     |
| Alex Moffat       | Peter       |
| Jake Manly        | York        |
| Cynthy Wu         | Liz         |